# Челеев, Дмитрий Дмитриевич
Дмитрий Дмитриевич Челеев (1774—1836) — контр-адмирал, командующий Астраханским портом и Каспийской флотилией.
Родился в 1774 году. Образование получил в Морском кадетском корпусе, откуда выпущен в гардемарины 5 декабря 1788 года.
В следующем году на «секретном» судне «Охранительный» участвовал в Роченсальмском сражении с шведами, за что произведён в мичманы и награждён серебряной медалью, а затем в 1790 году на том же судне был в Выборгском сражении.
С 1791 по 1798 год он плавал по Финскому заливу и Балтийскому морю, крейсировал у берегов Швеции и плавал от Кроншдатда до Ревеля, командовал разными мелкими судами. В 1793 году командовал двумя канонерскими лодками при описи шхер от Роченсальма до Куонисари, а в 1794 году командовал брандвахтой во Фридрихсгаме.
В 1798 году, в чине лейтенанта, командирован был в Архангельск, где до 1803 года находился у описи и промера западной части Белого моря и, вернувшись затем в Кронштадт, командовал бригом «Лёгкий».
В 1804 году Челеев был переведён в Каспийскую флотилию и с 1805 года сражался с персами, был при блокаде Баку и в десантной вылазке против береговых батарей этого города, за отличие 27 ноября этого же года произведён в капитан-лейтенанты. В 1806—1808 годах Челеев командовал разными судами в плавании по реке Волге и Каспийскому морю, а в 1809 году, командуя бомбардирским кораблём «Вулкан» и эскадрой Каспийской флотилии, содействовал отражению войск Бабахана, нападавших на Талышинское ханство и Ленкорань, за что получил монаршее благоволение.
26 ноября 1809 года за совершение 18 морских полугодовых кампаний награждён орденом св. Георгия 4-й степени (№ 2137 по кавалерскому списку Григоровича — Степанова).
Следующие два года он находился с теми же судами у персидских берегов и в конце 1811 года произведён в капитаны 2-го ранга.
С 1812 по 1820 год Челеев командовал в Астрахани последовательно 86-м, а потом 45-м флотскими экипажами и последние три года присутствовал в провиантском комитете по перевозке провианта для войск, расположенных на линии и в портах, от Персии завоеванных. В капитаны 1-го ранга он был произведён 19 февраля 1820 года и «за усердие и бескорыстность в провиантском комитете» получил орден св. Владимира 3-й степени.
В 1821—1824 годах Челеев командовал 7-м флотским экипажем в Свеаборге, а в 1824—1827 годах снова 45-м экипажем в Астрахани. В контр-адмиралы он был произведён 6 декабря 1827 года с назначением капитаном над Петербургским портом. В 1829 году Челеев привёл из Архангельска в Кронштадт три судна и затем командовал 2-й бригадой 3-й Балтийской дивизии на Кронштадтском рейде. Вскоре после этого он был вновь переведён в Астрахань на должность командующего портом и Каспийской флотилией и в этой должности умер 23 апреля 1836 года.